# Izland a 2016. évi nyári olimpiai játékokon
Izland a brazíliai Rio de Janeiróban megrendezett 2016. évi nyári olimpiai játékok egyik részt vevő nemzete volt. Az országot az olimpián 4 sportágban 8 sportoló képviselte, akik érmet nem szereztek.

## Atlétika
Férfi
| Versenyző            | Versenyszám   | Selejtező | Selejtező | Döntő    | Döntő    |
| Versenyző            | Versenyszám   | Eredmény  | Helyezés  | Eredmény | Helyezés |
| -------------------- | ------------- | --------- | --------- | -------- | -------- |
| Guðni Valur Guðnason | Diszkoszvetés | 60,45 m   | 21.       | kiesett  | kiesett  |

Női
| Versenyző           | Versenyszám | Előfutam | Előfutam | Előfutam | Elődöntő | Elődöntő | Elődöntő | Döntő   | Döntő    |
| Versenyző           | Versenyszám | Idő      | Hely.    | Össz.    | Idő      | Hely.    | Össz.    | Idő     | Helyezés |
| ------------------- | ----------- | -------- | -------- | -------- | -------- | -------- | -------- | ------- | -------- |
| Aníta Hinriksdóttir | 800 m       | 2:00,14  | 6.       | 19.      | kiesett  | kiesett  | kiesett  | kiesett | kiesett  |

| Versenyző          | Versenyszám   | Selejtező | Selejtező | Döntő    | Döntő    |
| Versenyző          | Versenyszám   | Eredmény  | Helyezés  | Eredmény | Helyezés |
| ------------------ | ------------- | --------- | --------- | -------- | -------- |
| Ásdís Hjálmsdóttir | Gerelyhajítás | 54,92 m   | 30.       | kiesett  | kiesett  |

## Cselgáncs
Férfi
| Versenyző        | Versenyszám | 32-es főtábla                         | Nyolcaddöntő      | Negyeddöntő       | Elődöntő          | Vigaszág elődöntő | Bronz- mérkőzés   | Döntő             | Helyezés |
| Versenyző        | Versenyszám | Ellenfél Eredmény                     | Ellenfél Eredmény | Ellenfél Eredmény | Ellenfél Eredmény | Ellenfél Eredmény | Ellenfél Eredmény | Ellenfél Eredmény | Helyezés |
| ---------------- | ----------- | ------------------------------------- | ----------------- | ----------------- | ----------------- | ----------------- | ----------------- | ----------------- | -------- |
| Þormóður Jónsson | Nehézsúly   | Maciej Sarnacki (POL) · 000(4)–100(2) | kiesett           | kiesett           | kiesett           |                   |                   |                   | 17.      |

## Torna
Női
| Versenyző      | Versenyszám      | Selejtező | Selejtező | Döntő    | Döntő    |
| Versenyző      | Versenyszám      | Pontszám  | Helyezés  | Pontszám | Helyezés |
| -------------- | ---------------- | --------- | --------- | -------- | -------- |
| Irina Sazonova | Talaj            | 13,000    | 60.       | kiesett  | kiesett  |
| Irina Sazonova | Felemás korlát   | 13,500    | 58.       | kiesett  | kiesett  |
| Irina Sazonova | Gerenda          | 12,900    | 64.       | kiesett  | kiesett  |
| Irina Sazonova | Egyéni összetett | 53,200    | 40.       | kiesett  | kiesett  |

## Úszás
Férfi
| Versenyző          | Versenyszám | Előfutam | Előfutam | Előfutam | Elődöntő | Elődöntő | Elődöntő | Döntő   | Döntő    |
| Versenyző          | Versenyszám | Idő      | Hely.    | Össz.    | Idő      | Hely.    | Össz.    | Idő     | Helyezés |
| ------------------ | ----------- | -------- | -------- | -------- | -------- | -------- | -------- | ------- | -------- |
| Anton Sveinn McKee | 100 m mell  | 1:01,84  | 7.       | 35.      | kiesett  | kiesett  | kiesett  | kiesett | kiesett  |
| Anton Sveinn McKee | 200 m mell  | 2:11,39  | 6.       | 18.      | kiesett  | kiesett  | kiesett  | kiesett | kiesett  |

Női
| Versenyző                 | Versenyszám | Előfutam | Előfutam | Előfutam | Elődöntő | Elődöntő | Elődöntő | Döntő   | Döntő    |
| Versenyző                 | Versenyszám | Idő      | Hely.    | Össz.    | Idő      | Hely.    | Össz.    | Idő     | Helyezés |
| ------------------------- | ----------- | -------- | -------- | -------- | -------- | -------- | -------- | ------- | -------- |
| Eygló Ósk Gústafsdóttir   | 100 m hát   | 1:00,89  | 5.       | 16.      | 1:00,65  | 7.       | 14.      | kiesett | kiesett  |
| Eygló Ósk Gústafsdóttir   | 200 m hát   | 2:09,62  | 4.       | 12.      | 2:08,84  | 3.       | 7.*      | 2:09,44 | 8.       |
| Hrafnhildur Luthersdóttir | 100 m mell  | 1:06,81  | 4.       | 9.       | 1:06,71  | 5.       | 7.       | 1:07,18 | 6.       |
| Hrafnhildur Luthersdóttir | 200 m mell  | 2:24,43  | 4.       | 10.      | 2:24,41  | 5.       | 11.      | kiesett | kiesett  |

* - egy másik versenyzővel azonos időt ért el